# Agostino Straulino
Agostino Straulino (* 10. Oktober 1914 in Klein-Lötzing, Österreich-Ungarn; † 14. Dezember 2004 in Rom) war ein italienischer Segelsportler und Marineoffizier. Er gewann eine olympische Goldmedaille und eine Silbermedaille in der Starboot-Klasse, acht aufeinander folgende Europameisterschaften und zwei Weltmeisterschaften in dieser Klasse und war Weltmeister in der 5,5-m-Klasse.
Straulino machte seine ersten Segelerfahrungen als Kind an der istrischen Küste der nördlichen Adria. Er besuchte später die Marineakademie in Livorno und war während seiner Marinelaufbahn zeitweilig Kommandant des Segelschulschiffs Amerigo Vespucci und wurde schließlich Konteradmiral.
Zwischen 1949 und 1956 gewann er acht aufeinander folgende Europameisterschaften in der Starboot-Klasse. 1952 und 1953 war er ebenfalls Weltmeister in dieser Klasse. Der Höhepunkt seiner Karriere als Sportler war der Gewinn der Goldmedaille 1952 bei den Olympischen Spielen vor Helsinki. Vier Jahre später gewann er die Silbermedaille vor Melbourne. Nach der Trennung von seinem Vorschoter Nicolò Rode nahm Straulino mit seinem neuen Vorschoter Carlo Rolandi an zwei weiteren Olympischen Spielen in der Starboot-Klasse (Rom 1960, vierter Platz) und der 5.5m-Klasse (Tokio 1964, vierter Platz) teil. Ein Jahr später wurde er Kommandant der Amerigo Vespucci und gewann im gleichen Jahr die Weltmeisterschaft in der 5,5-m-Klasse.
Er nahm weiterhin an Regatten auf größeren Booten teil und gewann den Eintonner-Pokal Porto Cervo 1973 und das italienische Langstreckenrennen Giraglia.